# Nagy nádiantilop
A nagy nádiantilop (Redunca arundinum) az emlősök (Mammalia) osztályának párosujjú patások (Artiodactyla) rendjébe, ezen belül a tülkösszarvúak (Bovidae) családjába és a nádiantilop-formák (Reduncinae) alcsaládjába tartozó faj.

## Előfordulása
Dél-Afrikában él az északon Gabontól Tanzániáig és délkelet felé a Namíbia északi részétől a Dél-afrikai Köztársaságig terjedő területen. A Kongói Köztársaságban 1974-ben látták utoljára, tehát innen feltehetően kipusztult; a Lesothóban 1990-ben leírt példány gyaníthatóan a szomszédos Dél-Afrikából érkezett. A namíbiai állomány jórészt magánbirtokokra betelepített egyedekből áll. Élőhelyén állandó vízforrást és magas fűtakarót igényel, ezért zömmel erdős szavannás, ártéri síkságokon találkozni vele.

## Megjelenése
A nagy nádiantilop nemének legnagyobb faja: testhossza 120-160 centiméteres, amihez 18-30 centiméteres farok és 65-105 centiméteres marmagasság társul. Az állat testtömege 39-95 kilogrammos. A bikák jóval nagyobbak a teheneknél, és csak ők viselnek szarvakat. Ezek féléves koruk táján jelennek meg és teljes méretük 25-45 centiméteres. A szarvak eltartanak egymástól, azaz szemből nézve V alakúak, egyébként a tövüknél enyhén hátrafelé hajlanak, majd felfelé nőnek,  a hegyük pedig előre néz.
A faj színezete változatos, a világos sárgásbarnától a sötétebb szürkésbarnáig terjed. Bozontos farkuk alsó része, illetve hasuk és álluk fehér, hasonlóan a szemük körüli gyűrűhöz és a fül belsejét szegélyező szőrszálakhoz. A fej két oldalán világosbarna sávok vannak, a fültőnél pedig csupasz, fekete mirigyfolt látható. A mellső lábakon fehér és fekete foltok vannak, illetve egy sötét csík fut végig az első oldalukon.

## Életmódja

### Táplálkozása
A nagy víziantilopok kizárólag lágy szárú növényeket, pl. perjeféléket és sást fogyasztanak. Speciális ökológiai fülkét töltenek be, ugyanis kizárólag olyan növényekkel táplálkoznak, amelyek legalább akkorára nőnek, mint ők. Elsősorban a fiatal fűszálakat és zsenge nádhajtásokat kedvelik. Leveleket csak a száraz téli időszakban esznek, amikor táplálékuk tápértéke jelentősen kisebb, mint általában. Kérődző állatok. Nagyon kötődnek a vízhez, és bár jellemzően nem mennek bele, ritkán távolodnak el túlzottan messzire az itatóktól, különösen a száraz időszakban.

### Társas viselkedése
A nagy nádiantilopok többnyire társas életmódot folytatnak. Az esős, táplálékban és vízben gazdag időszakban párokban vagy kis, szülőkből és egyetlen borjukból álló családokban élnek, de magányos példányokkal is találkozni. A száraz, téli hónapokban sokkal ritkábban látni egyedül élő nádiantilopot; ilyenkor kisebb, legfeljebb 20 példányt számláló, laza csordákba verődnek össze, és nem tartanak fenn territóriumot. A faj életmódja is változik az évszaknak megfelelően: az esős hónapokban inkább éjjel aktív, míg a száraz időszakban egész nap táplálkozik.
Az idősebb bikák egész évben territoriálisan viselkednek, 35-60 hektáros területet tartanak fenn, ahol egyetlen tehénnel élnek együtt. A nem párban élő tehenek 15-40 hektáros területet birtokolnak. A bikák territóriuma több, tehenek által fenntartott territóriummal is átfedésben van. A határokat a lágyéktájéki mirigyek által kiválasztott illatos váladékkal jelölik meg, de hang- és látványelemeket is alkalmaznak: büszke tartást vesznek fel, szökelléseket végeznek, illetve füttyöket hallatnak. A határmegjelölő módszerek közé tartozik a növényzet és a talaj végigdörzsölése az arccal és a szarvakkal.
Ha egy rivális bika jelenik meg egy territóriumon, annak gazdája kiegyenesedik, majd lassan és határozottan megindul felé. Ha az idegen nem távozik azonnal, összecsapásra kerül sor: ilyenkor egymásnak rontanak szarvaikkal, döfködik és taszigálják egymást. A párharcot megnyerő bika  peckesen szökellve jelzi dominanciáját.

### Hangadása, védekezése
Az ijedt víziantilopok jellegzetes, hintalóra emlékeztető mozgással menekülnek, de rendszerint rövid táv megtétele után megállnak hátranézni. A rémületet, meglepetést és üdvözlést hangos, orron keresztül hallatott füttyszóval jelzi. (Előbbi két esetben a hangadás vagy nyújtózkodó tartással, vagy vad, ijesztőnek szánt szökellésekkel párosul, míg üdvözléskor kizárólag nyújtott pozíció figyelhető meg.)
Elsősorban gepárdok és leopárdok vadásznak a fajra, de a száraz időszakban, amikor nappal is aktívak és nagyobb csordákban legelnek, más ragadozók is el-elejtenek egy-egy példányt, így az oroszlánok és afrikai vadkutyák vagy a pitonok. A nádiantilopok elsősorban kiváló hallásukra hagyatkoznak a veszély észlelése terén. Ha ragadozó közelít, rejtőszínükben bízva mozdulatlanná merevednek a magas fű között, és csak akkor csapnak át szökellő, éles füttyögéssel kísért menekülésbe, amikor a veszélyforrás körülbelül tíz méterre megközelítette őket.

## Szaporodása
A párzási időszakban alatt a tehenek egyfajta rituális táncot mutatnak be, amely hosszú, tétova ugrásokból áll, miközben farukat felfelé hajtják. Minden ugrással illatanyagot bocsátanak ki a lágyéktájéki zsebekből, ami pattogó hangot ad. Az udvarló bika megvizsgálja a tehén altestét és megszagolja a vizeletét, majd megkezdődik a párzás. Ha kell, harcban védi meg választottját más bikáktól.
Párzásra és ellésre egész évben sor kerülhet, de a legtöbb borjú december és május között jön a világra. A vemhesség 7,5 hónapig tart. Röviddel ellés előtt a tehén elhagyja párját, elűzi előző borját, majd magányban hozza világra kicsinyét. Az egyetlen utód születésekor mintegy 4,5 kilogrammot nyom, és az első két hónapját az aljnövényzetben tölti rejtőzködve. Az anyaállat ebben az időszakban naponta egyszer keresi fel kölykét rövid időre, hogy megszoptassa és letisztogassa. A rejtőzködés lezárultával a megerősödött borjú csatlakozik anyjához, de még 1-2 hónapig nem csatlakoznak a bikához.
A jól táplált nőstények 1,5-2 évesen, a bikák általában egy évvel később válnak ivaréretté. A fiatal teheneket rendszerint életük második évében hajtják el szülei, a bikák viszont a teljes kifejlettség eléréséig családjukkal maradnak, és csak ezután keresnek új territóriumot. A nagy nádiantilopok 10-12 évig élnek.

## Természetvédelmi helyzete
A faj összpéldányszámát körülbelül 73000-re becsülik, aminek mintegy kétharmada védett területeken, további jelentős része pedig magánbirtokokon él. Ennek köszönhetően létszáma stabil, bár a védett zónákon kívül csökkenőben van. Jövője mindazonáltal biztosnak tűnik, ezért Természetvédelmi Világszövetség értékelése szerint a nagy nádiantilop nem veszélyeztetett.